# Charles Henry Sloan

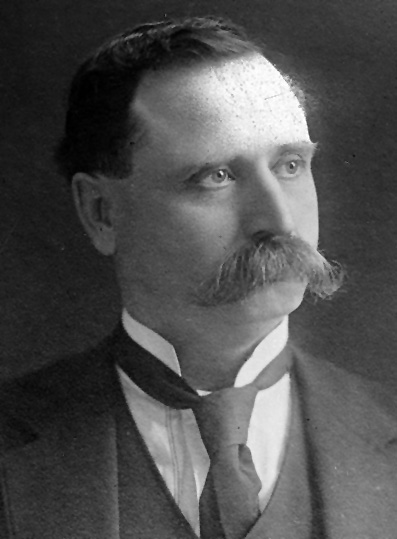
Charles Henry Sloan

Charles Henry Sloan (* 2. Mai 1863 in Monticello, Jones County, Iowa; † 2. Juni 1946 in Geneva, Nebraska) war ein US-amerikanischer Politiker. Zwischen 1911 und 1919 und nochmals von 1929 bis 1931 vertrat er den vierten Wahlbezirk des Bundesstaates Nebraska im US-Repräsentantenhaus.

## Leben
Charles Sloan besuchte die öffentlichen Schulen seiner Heimat und dann bis 1884 das Iowa State Agricultural College in Ames. Im gleichen Jahr zog er nach Fairmont in Nebraska, wo er zwischen 1884 und 1887 die Aufsicht über die öffentlichen Schulen hatte. Gleichzeitig studierte er Jura. Nach seiner 1887 erfolgten Zulassung als Rechtsanwalt begann er in Fairmont in seinem neuen Beruf zu arbeiten. Im Jahr 1891 zog er nach Geneva in Nebraska, wo er ebenfalls als Rechtsanwalt arbeitete. Dort wurde er auch Direktor der Geneva State Bank. Zwischen 1890 und 1894 war Sloan Bezirksstaatsanwalt im Fillmore County.

## Politische Laufbahn
Als Mitglied der Republikanischen Partei saß Sloan von 1894 bis 1896 im Senat von Nebraska. Im Jahr 1903 war er Vorsitzender des Parteitags der Republikaner von Nebraska. 1910 wurde er dann im vierten Distrikt von Nebraska in das US-Repräsentantenhaus gewählt, wo er am 4. März 1911 Edmund H. Hinshaw ablöste. Nachdem er bei den drei folgenden Kongresswahlen jeweils wiedergewählt worden war, konnte er sein Mandat im Kongress bis zum 3. März 1919 ausüben. 1918 verzichtete er auf eine neuerliche Kandidatur.
Im Jahr 1928 kandidierte er noch einmal erfolgreich für das Repräsentantenhaus, in dem er als Nachfolger von John N. Norton zwischen dem 4. März 1929 und dem 3. März 1931 eine weitere Legislaturperiode absolvieren konnte. Bei den Wahlen des Jahres 1930 unterlag er seinem Vorgänger Norton. Daraufhin zog sich Charles Sloan aus der Politik zurück. Er arbeitete wieder als Rechtsanwalt und Bankier in Geneva. Dort ist er am 2. Juni 1946 verstorben.